# Phlox viscida
Phlox viscida är en blågullsväxtart som beskrevs av Erich Nelson. Phlox viscida ingår i släktet floxar, och familjen blågullsväxter. Inga underarter finns listade i Catalogue of Life.